# Cryptoporticus

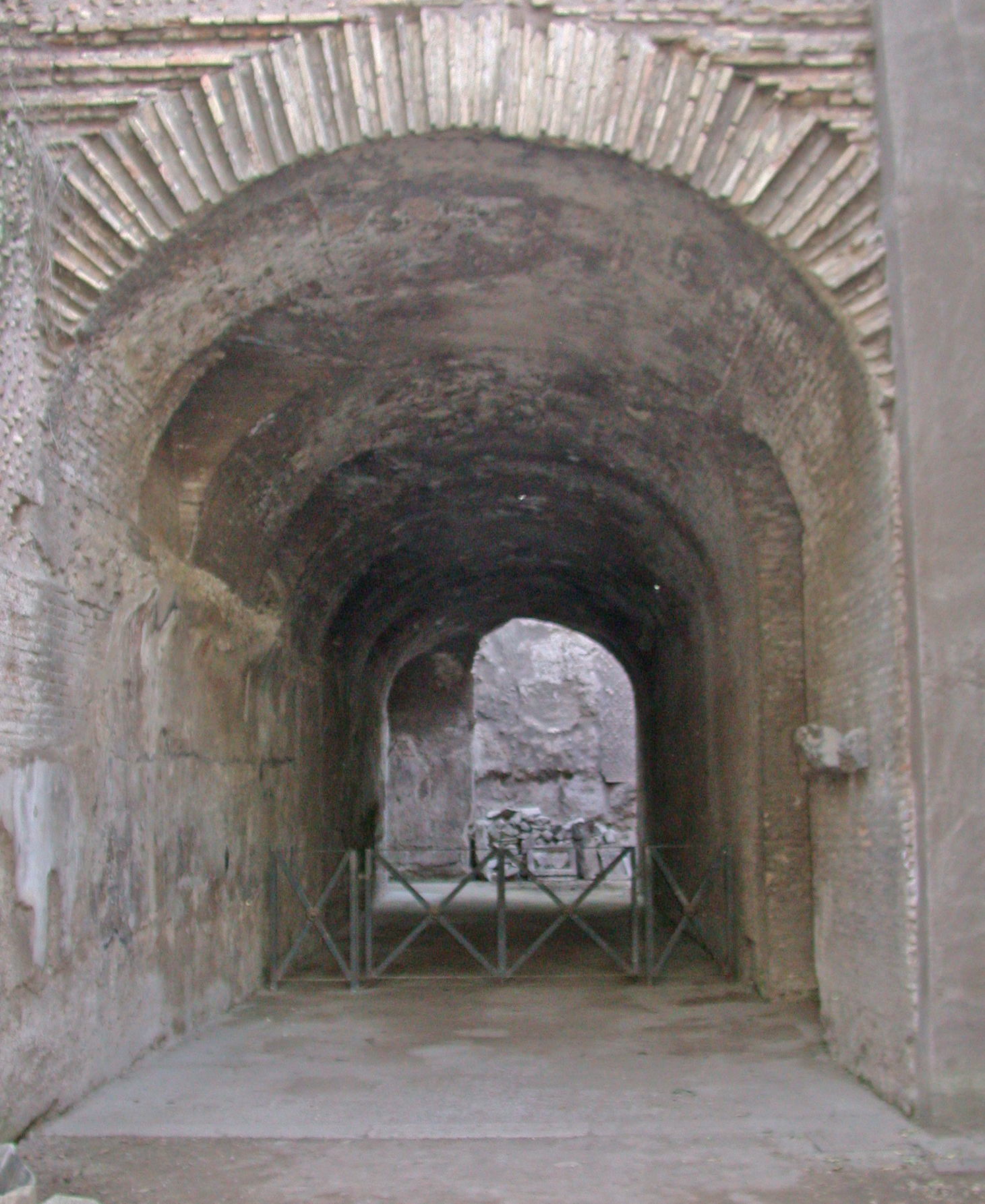
Cryptoporticus in de Domus Tiberiana op de Palatijn in Rome.

Een cryptoporticus (van Grieks kryptos "verborgen" en Latijn porticus "zuilengang") is een geheel of deels ondergronds gelegen Romeinse overwelfde gang.

## Beschrijving
In de Romeinse architectuur werden cryptoportici gebouwd om hoogteverschillen in gebouwen te compenseren en deze van een solide fundament te voorzien. In oude publicaties werd er vaak van uitgegaan dat deze vrije donkere gangen net als hedendaagse kelders werden gebruikt voor opslag van goederen. Als de gangen niet volledig ondergronds lagen hadden ze vaak vensters in het gewelf.
Omdat de gangen vaak waren gestuct en waren voorzien van fresco's en andere decoraties gaan moderne onderzoekers er van uit dat cryptoportici op het heetst van de dag werden gebruikt als verkoelende plek. Een bovengrondse zuilengang in de hortus ofwel tuin van een Romeinse villa of stadswoning werd ook cryptoporticus genoemd.

## Geschiedenis
De ontwikkeling van cryptoporticus hing samen met de opkomst van opus caementicium ofwel Romeins beton en verscheen voor het eerst in de 2e eeuw v.Chr. in Midden-Italië. De overwelfde gangen werden aanvankelijk enkel gebruikt bij terrassenbouw, maar later werden deze ook bovengronds gebruikt, vaak in combinatie met een peristylium. In de 1e eeuw was de cryptoporticus wijdverbreid in de westelijke provincies van het Romeinse Rijk en werd deze vaak toegepast bij bouwwerken op het centrale forum.